# James W. Fowler
Dr. James W. Fowler III, professor de Teologia e Desenvolvimento Humano na Emory University, é diretor do Centro de Pesquisa na Fé e Desenvolvimento da Moral e do Centro para a Ética o qual se retirou em 2005. É também ministro da United Methodist Church.
Ele é bastante conhecido pelo seu livro Estágios da Fé publicado em 1981 no qual ele trabalha a ideia do processo de desenvolvimento na fé.
Os estágios da fé estão na linha de pensamento de Jean Piaget na teoria do desenvolvimento cognitivo e Lawrence Kohlberg na estágios de desenvolvimento da moral.

## Publicações
- Stages of Faith: The Psychology of Human Development and the Quest for Meaning (1981)
- Becoming Adult, Becoming Christian: Adult Development and Christian Faith (1984)
- To See the Kingdom: The Theological Vision of H. Richard Niebuhr (1985)
- Faith Development and Pastoral Care (1987)
- Weaving the New Creation: Stages of Faith and the Public Church (1991)
- Faithful Change: The Personal and Public Challenges of Postmodern Life (1996)